# Oonopoides habanensis
Oonopoides habanensis är en spindelart som beskrevs av Margareta Dumitrescu och C.Constantin Georgescu 1983. Oonopoides habanensis ingår i släktet Oonopoides och familjen dansspindlar.
Artens utbredningsområde är Kuba. Inga underarter finns listade i Catalogue of Life.